# Scheuder
Scheuder ist ein Ortsteil der Stadt Südliches Anhalt im Landkreis Anhalt-Bitterfeld in Sachsen-Anhalt.

## Geografie

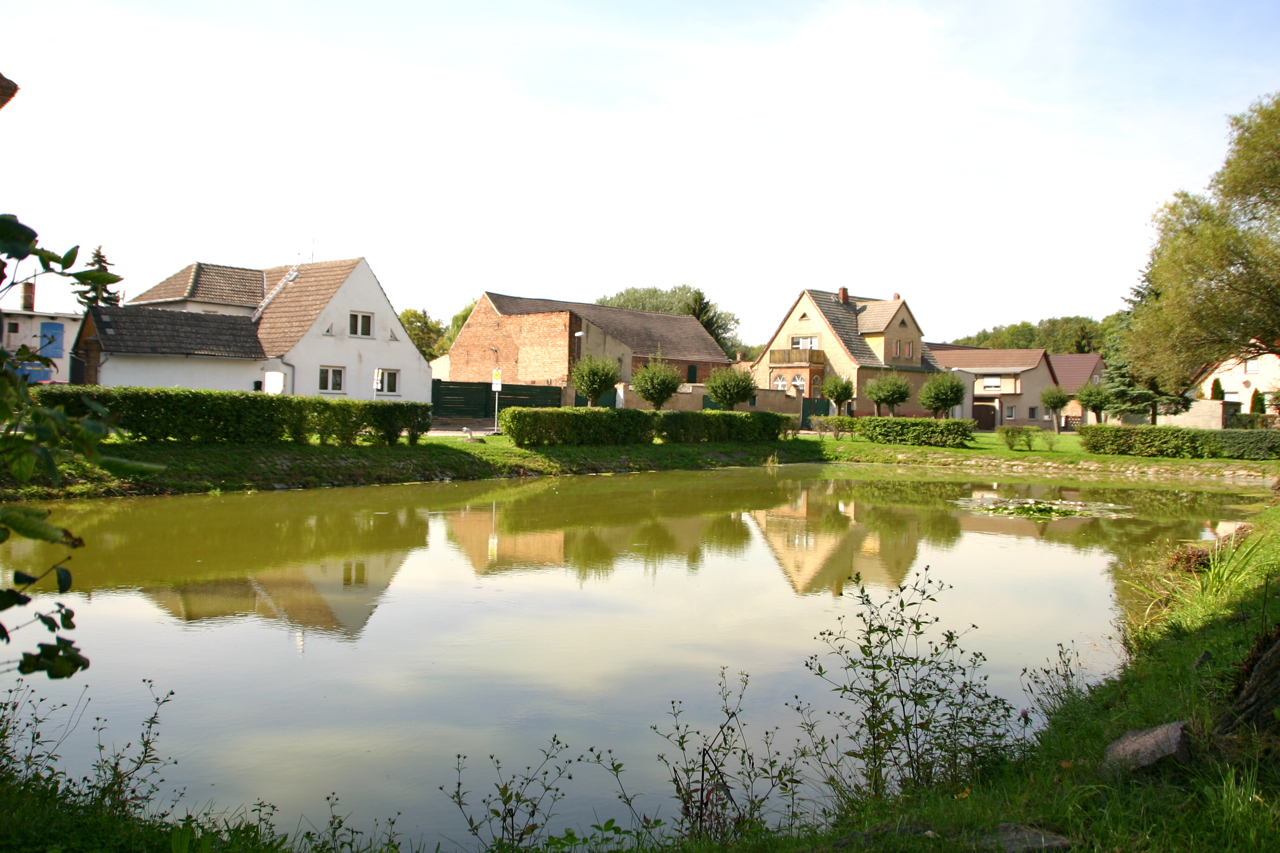
Scheuder (2011)

Das Dorf Scheuder liegt zwischen der Kreisstadt Köthen (Anhalt) und Dessau-Roßlau.

## Geschichte
Scheuder wurde erstmals im Jahr 1314 urkundlich erwähnt.
Bis zur Neubildung der Einheitsgemeinde Südliches Anhalt am 1. Januar 2010 war Scheuder eine selbständige Gemeinde in der Verwaltungsgemeinschaft Südliches Anhalt mit den zugehörigen Ortsteilen Lausigk (am 1. Oktober 1961 nach Scheuder eingemeindet) und Naundorf (am 1. Juli 1950 nach Lausigk eingemeindet). Letzter Bürgermeister der Gemeinde Scheuder war Franz Riemer.

## Gedenkstätten
- Grabstätten auf dem Friedhof des Ortsteiles Lausigk für einen jugoslawischen Kriegsgefangenen sowie drei namentlich bekannte Sowjetbürgerinnen und das Kleinkind einer Polin, die während des Zweiten Weltkrieges nach Deutschland verschleppt und Opfer von Zwangsarbeit wurden

## Sehenswürdigkeiten
- Kirche Scheuder

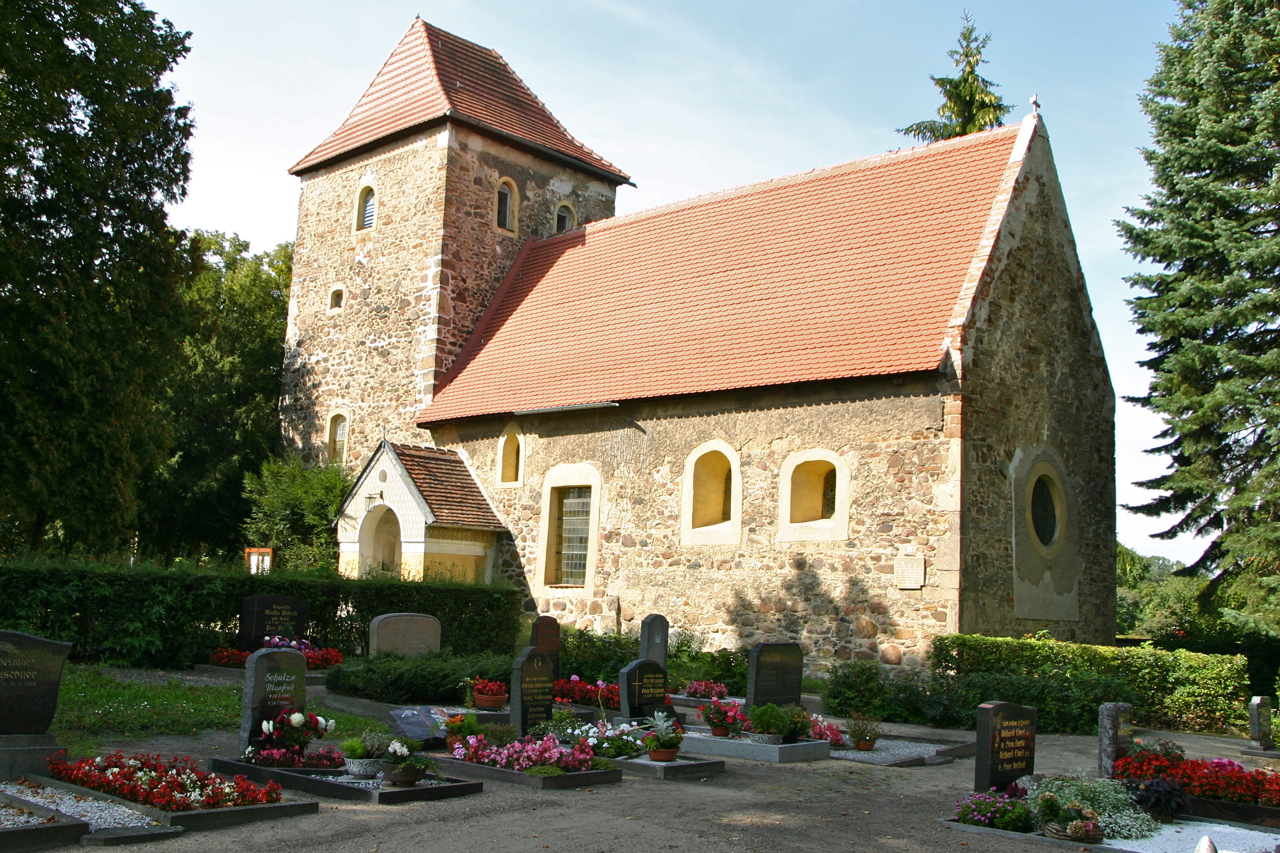
Kirche in Scheuder

- Historischer "Scheuderscher Gasthof"

## Verkehrsanbindung
Nördlich der Gemeinde verläuft die Bundesstraße 185 von Dessau-Roßlau nach Köthen (Anhalt).

## Persönlichkeiten
- Franz von Fleischer (1801–1878), Botaniker
- Christian Stein (1809–1887), Pfarrer in Scheuder 1846 bis 1856